# Submarine Super 99
Submarine Super 99 o Super Submarino 99 (潜水艦スーパー99, Sensuikan Sūpā 99) es una serie de anime creada por Leiji Matsumoto y dirigida por Hiromichi Matano. Fue transmitida originalmente en Japón por AT-X en el año 2003 y cuenta con 13 episodios. Fue producida por AT-X, TV Tokyo Medianet, Pony Canyon Enterprises, Movie Television y Tsuburaya Eizo. En Latinoamérica es distribuida por Ledafilms y fue transmitida en Animax y posteriormente en Mixplay.tv.

## Argumento
El Imperio del Océano ha cometido varios ataques en el mar en todo el mundo. Nadie sabe a ciencia cierta quiénes son y qué quieren, por ello encargan al reconocido biólogo marino el Dr. Juuzou Oki y a su nieto Gorou Oki investigar dónde se esconden. Para ello se sumergen en el mar en un batiscafo y son capturados por los miembros de Imperio del Océano. En los barcos que vigilan arriba no saben si murieron o están vivos. Antes de partir Gorou le da a su hermano Susumu su rifle, que es un tesoro familiar, y su abuelo Juuzou le da la llave para entrar a su laboratorio secreto. Una vez dentro del laboratorio descubre un avanzado submarino de batalla, dentro de él hay una nota donde le encarga la misión de aprenderse de memoria el manual de funcionamiento del Super Submarino 99 para ayudar a la que será la tripulación del Super Submarino dirigida por el capitán Kizuku Ooyama. Así comenzará la búsqueda del Dr. Oki y Gorou, además de averiguar sobre el imperio del Océano y combatirlos.

## Personajes
Susumu Oki (沖進 Oki Susumu?)
Voz por: Jun Fukuyama, Gabriel Ortiz (latino)
Nieto del Dr. Juuzou Oki y hermano menor de Gorou. Es el encargado de solucionar los problemas técnicos que se presenten en el Super Submarino 99, ya que él es el único que conoce el manual del Super Submarino (por seguridad tuvo que memorizarlo y luego quemarlo). Con el tiempo va adquiriendo experiencia en combate y va creciendo como persona. En él confían Ze Stron y Ze Stroger, ya que él está comprometido con el cuidado de los océanos. Susumu es muy buena persona y muy comprometido con su misión. 
Gorou Oki (沖五郎 Oki Gorō?)
Voz por: Yū Mizushima)
Hermano mayor de Susumu y nieto del Dr. Juuzou Oki. Es el principal ayudante de su abuelo.
Juuzou Oki (沖重造 Oki Jūzō?)
Voz por: Katsumi Chou
Afamado biólogo marino y diseñador del Super Submarino 99. Está comprometido por la causa de cuidar la ecología de los mares del mundo.
Hell Deathbird (ヘル・デスバード Heru Desubādo?)
Voz por: Ikuya Sawaki
General del Imperio del Océano y luego Emperador de este. Originalmente era un militar y científico de Andrón, pero fue expulsado de su país y cayó en la grieta de Japón donde se topó con los Hombres del Mar. Los convenció de que él los podría liberar y ayudar, para eso formó junto con la reina Ze Violencia el Imperio del Océano. Es un hombre muy ambicioso, frío, calculador e implacable, que castiga con la muerte a quienes no le obedecen o fallan.
Kizuku Ooyama (大山築 Ōyama Kizuku?)
Voz por: Toshiyuki Morikawa)
Capitán de la defensa nacional y capitán designado para el Super Submarino 99. Hombre justo y equilibrado, además de gran estratega.
- Miyuki Moriki (森木深雪, Moriki Miyuki) (seiyū: Mitsuko Horie): Oficial de comunicaciones del Super 99. Siempre apoya a Susumu.
- Torakichi Tanuki (田貫虎吉, Tanuki Torakichi) (seiyū: Hiroshi Naka): capitán segundo del Super 99. Es bajo de estatura y muy emocional.
- Ze stronestro (ゼ・ストロネストロ, Ze Sutoronesutoro) (seiyū: Ken Narita): Jefe de los espías del Imperio del Océano en Japón. Es un fanático de las armas de fuego, que colecciona. Nunca ha confiado mucho en Hell Deathbird, pero igual sigue sus órdenes. Sus verdadera lealtad es hacia la reina Ze Violencia.
- Ze Stronger (ゼ・ストロガー, Ze Sutorogā) (seiyū: Satsuki Yukino): Espía del Imperio del Océano. Es la princesa de los Hombres del Mar. Se la lleva muy bien con Susumu.
- Ze Stron (ゼ・ストロン, Ze Sutoron) (seiyū: Makoto Naruse): Espía del Imperio del Océano. Confía mucho en Susumu, porque muestra verdadero interés por los hombres del mar y su situación de dominados de facto por Hell Deathbird. Al igual que Ze Stronestro su lealtad está con la reina Ze Violencia.
- Ze Strait (ゼ・ストレート, Ze Sutorēto) (seiyū: Kikuko Inoue): es la secretaria y amante de Hell Deathbird. Pertenece a los Hombres del Mar.
- Reina Ze Violencia: Es la reina de los Hombres del Mar. Está muy enferma y le queda poco tiempo de vida.
- Gai Zellberd: General del Imperio del Océano. Al principio es muy leal a Hell Deathbird, pero luego cambia su postura hacia él cuando este se autoproclama emperador. Luego lucha contra este para ayudar a los Hombres del Mar.

## Episodios
- 1. Un Explorador Submarino Desapareció
- 2. Derriben al Super Submarino
- 3. Batalla en las Profundidades
- 4. Éxito en el Ataque
- 5. El Reto del Joven Guerrero
- 6. Alto
- 7. Una Trampa Tonta
- 8. Se Declara la Coronación del Emperador
- 9. La Decisión de un Gran General
- 10. Aplasten el Imperio del Océano
- 11. Adiós Querido General Hell Deathbird
- 12. La Batalla Decisiva
- 13. Embarcándose a un Nuevo Océano

## Música
- Opening: Sailing Mirai e (セイリング未来へ) por Ichirō Mizuki (水木一郎, Mizuki Ichirou)
- Ending: Kanashimi wa Ame ni Kaeshite (悲しみは天に還して) por Mitsuko Horie (堀江美都子, Horie Mitsuko)